# Comuna Ghimeș-Făget, Bacău
Ghimeș-Făget (în maghiară Gyimesbükk) este o comună în județul Bacău, Transilvania, România, formată din satele Bolovăniș, Făget (reședința), Făgetu de Sus, Ghimeș, Răchitiș și Tărhăuși.
Este singura comună din județ aflată în totalitate pe teritoriul regiunii istorice Transilvania.

## Așezare

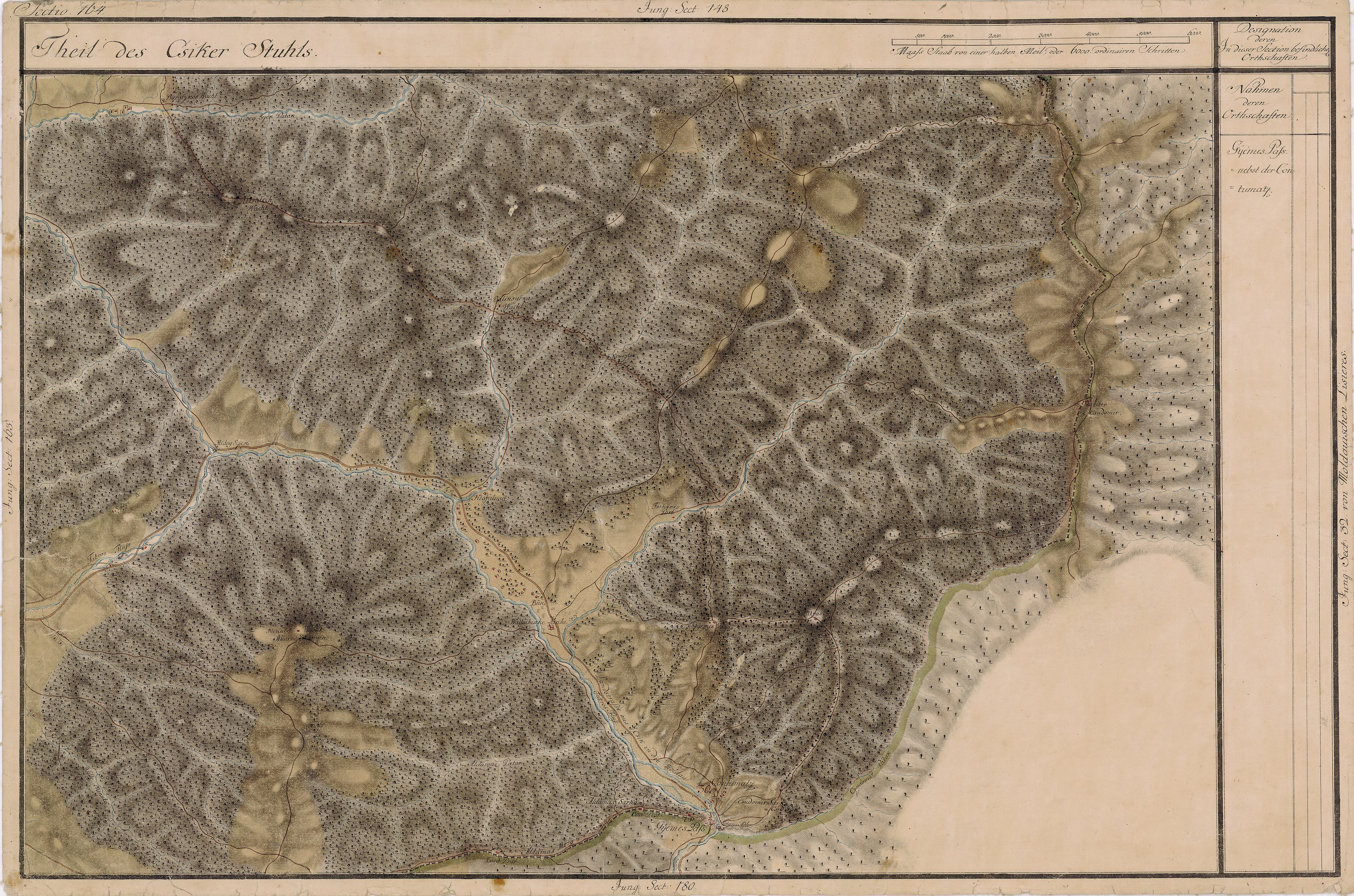
Ridicarea topografică Iosefină (1763-1787) cu zona Ghimeș și granița dintre Moldova și Imperiul Austro-Ungar

Comuna se află în colțul nord-vestic al județului, la limita cu județele Harghita și Neamț, în zona pasului Ghimeș din munții Ciuc, pe valea Trotușului. Este traversat de șoseaua națională DN12A, care leagă Oneștiul de Miercurea Ciuc. Prin comună trece și calea ferată Adjud–Comănești–Siculeni, pe care este deservită de stația Ghimeș și de halta de călători Bolovăniș.

## Demografie
Componența etnică a comunei Ghimeș-Făget
     Maghiari (53,51%)
     Români (42,57%)
     Alte etnii (1,44%)
     Necunoscută (2,48%)
Componența confesională a comunei Ghimeș-Făget
     Romano-catolici (59,44%)
     Ortodocși (37,16%)
     Alte religii (0,75%)
     Necunoscută (2,66%)
Conform recensământului efectuat în 2021, populația comunei Ghimeș-Făget se ridică la 4.928 de locuitori, în scădere față de recensământul anterior din 2011, când fuseseră înregistrați 5.094 de locuitori. Majoritatea locuitorilor sunt maghiari (53,51%), cu o minoritate de români (42,57%), iar pentru 2,48% nu se cunoaște apartenența etnică. Din punct de vedere confesional, majoritatea locuitorilor sunt romano-catolici (59,44%), cu o minoritate de ortodocși (37,16%), iar pentru 2,66% nu se cunoaște apartenența confesională.

## Politică și administrație
Comuna Ghimeș-Făget este administrată de un primar și un consiliu local compus din 13 consilieri. Primarul, Péter Oltean[*], de la Uniunea Democrată Maghiară din România, este în funcție din octombrie 2020. Începând cu alegerile locale din 2024, consiliul local are următoarea componență pe partide politice:
|  | Partid                                 | Consilieri | Componența Consiliului | Componența Consiliului | Componența Consiliului | Componența Consiliului | Componența Consiliului | Componența Consiliului | Componența Consiliului | Componența Consiliului |
|  | -------------------------------------- | ---------- | ---------------------- | ---------------------- | ---------------------- | ---------------------- | ---------------------- | ---------------------- | ---------------------- | ---------------------- |
|  | Uniunea Democrată Maghiară din România | 8          |                        |                        |                        |                        |                        |                        |                        |                        |
|  | Partidul Social Democrat               | 3          |                        |                        |                        |                        |                        |                        |                        |                        |
|  | Uniunea Salvați România                | 1          |                        |                        |                        |                        |                        |                        |                        |                        |
|  | Partidul Național Liberal              | 1          |                        |                        |                        |                        |                        |                        |                        |                        |

## Istorie
La sfârșitul secolului al XIX-lea, comuna, cu numele de Gyimesbükk, făcea parte din districtul Felcsík al comitatului Ciuc al Austro-Ungariei. În 1918, urmare a Unirii Transilvaniei cu România, comuna a intrat în componența României, unirea fiind oficializată în 1920 prin Tratatul de la Trianon. Astfel, anuarul Socec din 1925 o consemnează cu numele românesc de Ghimeș-Făget în cadrul plășii Ghimeș a județului Ciuc, având 5346 de locuitori, satele nefiind diferențiate încă.
După Dictatul de la Viena din 1940, comuna, împreună cu restul Ardealului de Nord a aparținut Ungariei până în 1944, când după 23 august a redevenit parte a României.
În 1950 comuna a fost transferată raionului Miercurea-Ciuc din regiunea Stalin și apoi (după 1952) raionului Moinești din regiunea Bacău. În 1968 comuna a trecut la județul Bacău; dintre satele care se diferențiaseră la acea vreme, mai multe au fost atunci comasate și a rezultat alcătuirea actuală.

## Monumente istorice

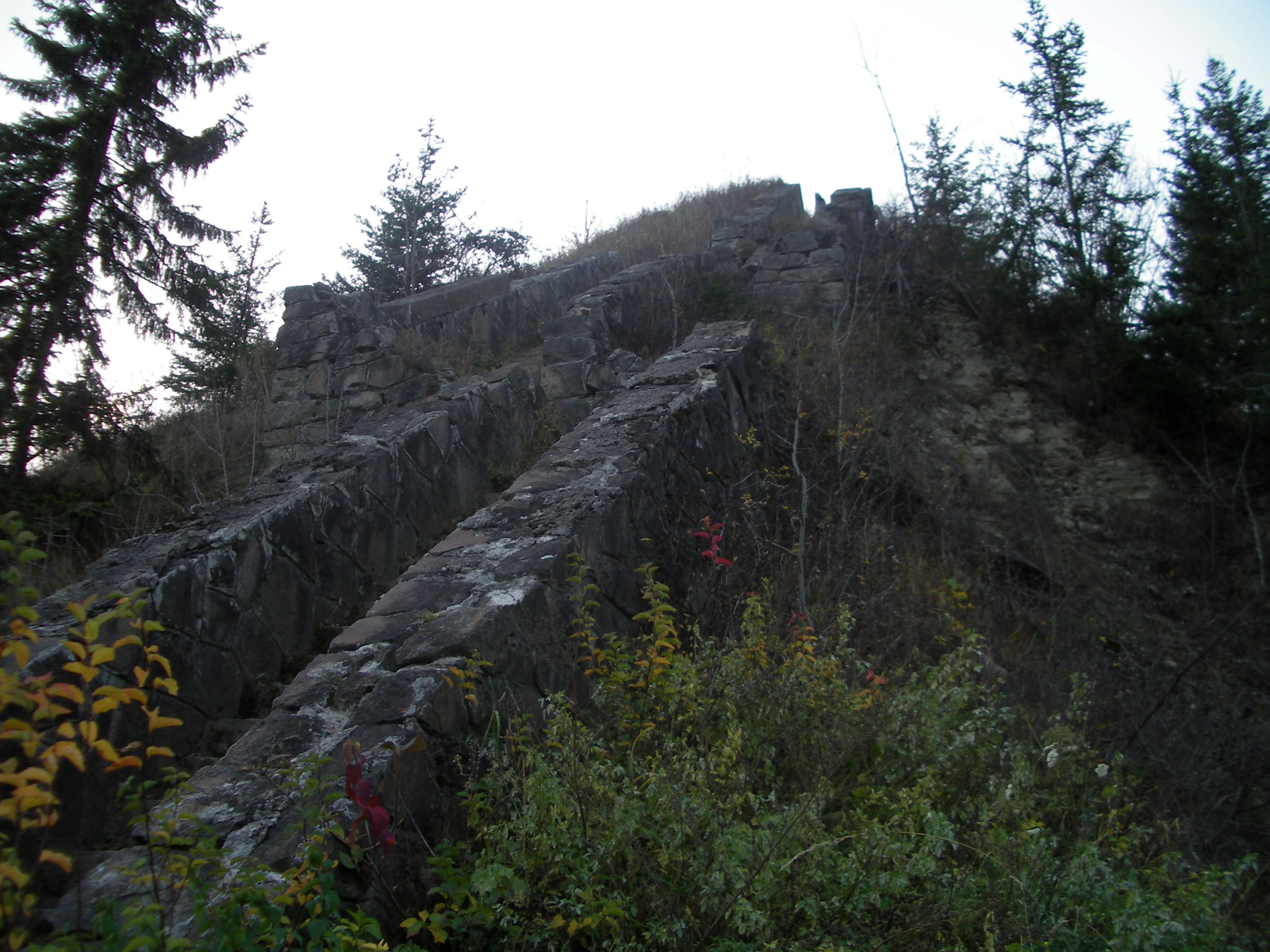
Cetatea Rákóczi, monument istoric de arhitectură din comuna Ghimeș-Făget

Singurul obiectiv din comuna Ghimeș-Făget inclus în lista monumentelor istorice din județul Bacău ca monumente de interes local este fostul punct vamal „Cetatea Rákóczi” (1780), aflată la limita satelor Ghimeș și Făget. Cetatea este clasificată ca monument de arhitectură.
Fără a avea statut de monument istoric, în comună se mai află și Muzeul Feroviar Ghimeș-Făget.